# Пентвиль, Пьер Алексис
Пьер Алекси де Пентвиль (фр. Pierre Alexis de Pinteville; 1771 — 1850) — французский военный деятель, бригадный генерал (1815 год), участник революционных и наполеоновских войн.

## Биография
Родился в семье Клода-Жерома де Пентвиля (фр. Claude-Jérôme de Pinteville; 1744-1836) и его супруги Агнес Дюпарж (фр. Agnès Duparge; ум. 1836). 1 декабря 1790 года начал военную службу солдатом 11-го драгунского полка, участвовал в кампаниях 1792-94 годов в составе Рейнской армии, 1 марта 1793 года – бригадир-фурьер, 1 мая 1793 года – вахмистр, в 1794 году переведён в Самбро-Маасскую армию, 2 октября 1794 года – старший вахмистр, 11 июля 1795 года награждён чином лейтенанта с назначением в эскадрон гидов армии Бреста. Сражался при Кибероне, 20 октября 1796 года – командир эскадрона (утверждён в чине 26 октября 1800 года), командир временного подразделения конных егерей Ламуро в Армии Берегов Океана, в декабре 1796 года участвовал в неудачной экспедиции генерала Гоша в Ирландию. С 30 января 1798 года служил на Санто-Доминго в качестве командира эскадрона конных егерей личной гвардии губернатора острова генерала д'Эдувиля, 31 декабря 1798 года возвратился во Францию с назначением в Западную армию, с 4 февраля 1799 года занимался формированием полка Западных егерей. 21 мая 1800 года – временный командир эскадрона 11-го конно-егерского полка, 23 октября 1800 года отправлен в отпуск.
22 декабря 1800 года вернулся к выполнению функций командира эскадрона в 11-м конно-егерском. 29 октября 1803 года был произведён в майоры того же полка.
В 1808 году переведён в Армию Испании, отличился в боевых действиях против партизан, уничтожив за два года более 2,000 герильясов. 31 марта 1809 года произведён в полковники, назначен временным командиром 6-го драгунского полка, в апреле 1810 года в бою близ Асторги захватил около 100 пленных, 20 августа 1810 года – командир 30-го драгунского полка в Лоди.
Участвовал в Русской кампании 1812 года в составе 2-й бригады генерала Серона 6-й дивизии тяжёлой кавалерии генерала Лебрена Ля Уссе 3-го резервного кавалерийского корпуса генерала Груши, 24 июня 1812 года пересёк Неман и 2 июля 1812 года представил Императору свой полк на смотре в Вильно, 7 сентября 1812 года отличился в сражении при Бородино, где был ранен, при отступлении Великой Армии сражался в арьергарде и 6 января 1813 года привёл остатки своего полка в Кёнигсберг. В ходе данной кампании 30-й драгунский потерял 693 человек, из офицеров – 6 были убиты, 7 пропали без вести, 4 попали в плен и 12 получили ранения. Полкового Орла и штандарт полковник Пентвиль вывез из России в своём багаже, а затем уберёг от гонений во время Реставрации – драгоценные реликвии хранились в его доме на протяжении 40 лет.
3 февраля 1813 года – полковник-майор драгун Императорской гвардии, участвовал в Саксонской кампании, 17 сентября 1813 года в стычке при Тёплице тяжело ранен шрапнелью, изувечившей правую сторону лица и раздробившей нижнюю челюсть. Эта рана вынудила его носить протез из серебра и кожи до конца жизни.
22 апреля 1814 года был определён в резерв, 24 января 1815 года награждён чином почётного полевого маршала (утверждён в чине бригадного генерала Императором 3 июня 1815 года), 29 августа 1815 года окончательно вышел в отставку. Умер 27 августа 1850 года в Туле в возрасте 79 лет.

## Воинские звания
- Бригадир-фурьер (1 марта 1793 года);
- Вахмистр (1 мая 1793 года);
- Старший вахмистр (2 октября 1794 года);
- Лейтенант (11 июля 1795 года);
- Командир эскадрона (20 октября 1796 года, утверждён 26 октября 1800 года);
- Майор (29 октября 1803 года);
- Полковник (31 марта 1809 года);
- Майор гвардии (3 февраля 1813 года);
- Бригадный генерал (24 января 1815 года).

## Титулы
- Барон Пентвиль и Империи (фр. baron Pinteville et de l'Empire; декрет от 16 августа 1813 года, патент не подтверждён)[1].

## Награды
- Легионер ордена Почётного легиона (25 марта 1804 года);
- Офицер ордена Почётного легиона (1 июля 1812 года);
- Кавалер военного ордена Святого Людовика (27 декабря 1814 года).